# زين لويس
زين لويس (بالإنجليزية: Zane Lewis)‏ هو رسام وفنان أمريكي، ولد في 1981.